# 中川久知
中川 久知（なかがわ ひさとも、1859年4月23日（安政6年3月21日）- 1921年（大正10年）11月12日）は、明治から大正期の博物学者、政治家。衆議院議員、九州博物学会終身会長。青年期に一時、板倉久知を名乗る。熊本県近世博物学の開拓者。

## 経歴
岡藩主・中川久昭の二男として生まれる。藩校・由学館で漢籍を学んだ。1871年（明治4年）上京し、丹羽家塾、逢坂学舎、東京英語学校、開成学校で学んだ。1877年（明治10年）東京大学理学部に入学。同年10月13日、旧安中藩主板倉家当主・板倉種子（板倉勝殷四女）の入夫となり家督を相続したため東大を中退。しかし、1880年（明治13年）1月17日に隠居し、同月19日に離縁となり中川家に復籍した。
1880年、麻布学農社嘱託教師に就任。以後、内務省地理局勤務、愛媛県師範学校教諭、福岡県師範学校教諭などを経て、1890年（明治23年）第五高等中学校（第五高等学校）教授に就任。この間、博物学の研究を行い、1898年（明治31年）第五高等学校を辞職した。
1902年（明治35年）農商務省農事試験場技手（九州支場）に就任。同年8月、第7回衆議院議員総選挙の大分県郡部（無所属）で落選。1903年（明治36年）3月の第8回総選挙（大分県郡部、中正倶楽部）で当選し、衆議院議員に1期在任した。
1904年（明治37年）農事試験場に復帰し技師となり、昆虫の研究を行った。九州学院教授、済々黌博物学科嘱託教授、熊本県農会名誉会員などを務め、1913年（大正2年）熊本医学専門学校講師に就任し解剖学を担当した。1920年（大正9年）九州博物学会終身会長となった。
その他、養蜂研究所を運営し、有害動物の防除研究、ビタミンの研究に取り組んだ。

## 著作
- 篠本二郎共著、飯島魁・松村任三閲『新体博物示教』敬業社、1899年。
- 述『稲作害虫駆除予防法』千葉県内務部、1902年。

## 親族
- 兄 中川久成（貴族院伯爵議員）[1]